# برخنت‌هیم
برخنت‌هیم (به هلندی: Bergentheim) یک منطقهٔ مسکونی در هلند است که در Hardenberg واقع شده‌است. برخنت‌هیم ۳٬۵۰۰ نفر جمعیت دارد.